# Ferenc Esterházy de Galántha

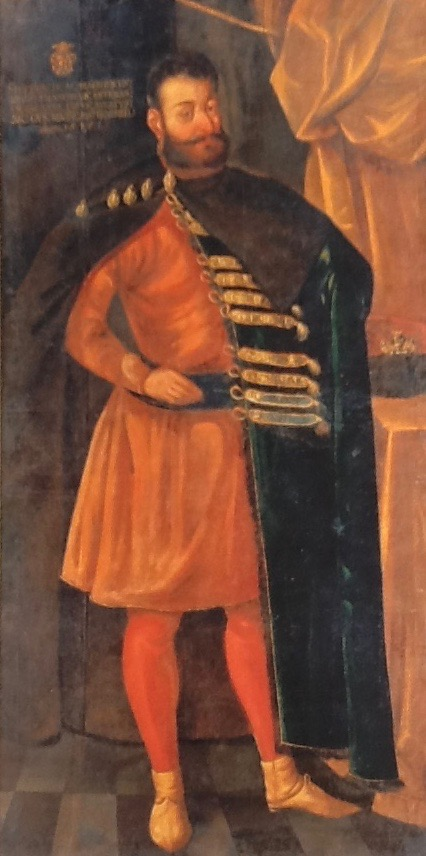
Franz Esterházy de Galántha im Jahre 1585

Ferenc Esterházy (* 1533; † 1604 in Galántha, Königreich Ungarn) gehörte den ungarischen Adel an und war Vizegespan (ung. alispán, lat. vicecomes) des Komitats Preßburg.

## Herkunft und Leben
Ferenc (Franz) Esterházy war der älteste Sohn von Benedikt Eszterhas (* um 1508, † vor dem 25. August 1533) und dessen Ehefrau Ilona Bessenyay de Galántha. Franz hatte ursprünglich dem „einfachen“ ungarischen Landadel angehört, der gewöhnlich außer einem Grundstück keine weiteren Güter besaß. Das änderte sich jedoch mit seiner Heirat, da die Braut eine beträchtliche Mitgift in die Ehe brachte. Esterházy war ein begeisterter Anhänger der Reformation und evangelisch-lutherischen Glaubens.
Die erste schriftliche Nachricht über Franz Esterházy finden wir in einer Urkunde vom 12. August 1553. In dieser Urkunde führen Franz und seine vier Geschwister Beschwerde beim Preßburger Kapitel gegen den Verkauf des Gutes in Zerháza. Bis zum Jahre 1571 verwaltete er die eigenen Güter. Im selben Jahr trat er in die Dienste des Erzbischofs von Gran Antal Verancsics, er wurde ein ständiger Begleiter und Gefolgsmann des Erzbischofs. Für Verancsics, der selbst mit dem Luthertum vertraut war, er kannte Philipp Melanchthon persönlich, schien es kein Hindernis zu sein, den lutherisch gesinnten Esterházy in seine Dienste zu stellen, wo er bis zum Tode des Erzbischofs 1573 auch blieb.
Ferenc Esterházy heiratete 1566 Zsófia Illéházy de Illésháza (* 1547, † 1599), die Schwester des Palatins István (Stephan) Illésházy (* 1541, † 1609). Durch die familiären Beziehungen erhielt er einen bedeutenden Einfluss im Königreich Ungarn. Vermutlich durch Protektion seines Schwiegervaters Tamás (Thomas) Illesházy (der früher selbst Vizegespann des Preßburger Komitats gewesen war) wurde er im September 1579 vom Adel des Preßburger Komitats (universitas nobilium) zum Vizegespan gewählt. Einundzwanzig Jahre lang übte er dieses Amt aus.
Esterházy erwarb sich nicht nur als Vizegespan bleibende Verdienste, sondern betätigte sich auch militärisch im Dienste des Königs. So nahm er an den Türkenkriegen aktiv teil. Aus diesem Grunde wurde er am 25. September 1572 von Kaiser Rudolf II. anlässlich dessen Krönung zum Apostolischen König von Ungarn traditionsgemäß in der Franziskanerkirche zu Preßburg zum Ritter des Goldenen Sporns (Eques Auratus) geschlagen. Im Oktober 1596 nahm er an der Schlacht bei Mezőkeresztes gegen die Türken teil.
Esterházy blieb zeitlebens nicht nur den lutherischen Glauben treu, sondern unterstützte auch aktiv in jener Zeit – es war die Zeit der Gegenreformation – verfolgte Lutheraner und Protestanten. So gewährte er, gemeinsam mit anderen protestantischen Adeligen Ungarns, den in Wien verfolgten und verbannten bedeutenden lutherischen Prediger Péter Bornemisza (* 1535, † 1584; genannt Abstemius). Seinen Glauben nahm er sehr ernst; so sandte er seinen Sohn Thomas zum theologischen Studium an die Universität Wittenberg.
1601 wandten sich mehrere Nachkommen der Esterházys vom Protestantismus ab und konvertierten zum Katholizismus. Lediglich die Söhne Thomas und Wolfgang sowie zwei Töchter Magdalena und Sophie blieben bis an ihr Lebensende dem Glauben des Vaters treu.
Das genaue Sterbedatum von Ferenc Esterházy ist nicht überliefert, die letzte Erwähnung über ihm finden wir in einem Brief des Palatins István Illesházy vom 2. Februar 1604 an seine Ehefrau.
Ferenc Esterházy wurde im Erbbegräbnis der Esterházys in der (damals noch) evangelischen Kirche „am Pfarrhügel“ (ung. a paphegyi dombon) von Galántha beigesetzt, wo auch seine Ehefrau, sowie weitere Mitglieder der Familie Esterházy bestattet wurden.

## Nachfahren
Aus der Ehe mit Zsófia Illésházy de Illésháza gingen folgende Kinder hervor:
- Magdolna / Magdalena (* 26. Januar 1567, † 1. September 1616) ⚭ László Kubinyi de Felsőkubín et Nagyolaszi († 1598)
- Ferenc / Franz (* 18. Juli 1568), in jungen Jahren unverheiratet verstorben
- Tamás / Thomas (* 8. Mai 1570, † 1615 oder 1616), unverheiratet
- István / Stephan (* 4. März 1572, † 26. Oktober 1596), unverheiratet, fiel in der Schlacht bei Mezőkeresztes
- János / Johann (* 1574), starb in jungen Jahren
- Ferenc II. / Franz II. (* 1576), in jungen Jahren verstorben
- Farkas / Wolfgang (* 1577, † 25. August 1643), keine Nachkommen
- Zsófia / Sophie (* 29. Oktober 1578, † 7. Mai 1620) ⚭ Márton Révay de Riva et Trebosztó (* 1565, † 1630), Vizegespan des Komitats Turz
- Gábor / Gabriel (* 8. Oktober 1580, † 28. Dezember 1626), erhielt 1613 den Titel eines Barons; keine Nachfahren
- Miklós / Nikolaus (* 8. April 1583, † 11. September 1645), erhielt 1613 den Titel eines Barons, 1626 den Titel eines Grafen, Begründer der „Fraknó-er Linie“[9]
- Dániel / Daniel (* 26. Juli 1585, † 14. Juni 1654), erhielt 1613 der Titel eines Barons und Begründer der „Csesznek-er Linie“ ⚭ Judit Rumy (* 1606, † 1663)
- Pál / Paul (* 1. Februar 1587, † 17. Januar 1645), erhielt 1613 den Titel eines Barons und Begründer der „Zólyom-er Linie“[10]
- Anna (* 22. Mai 1590, † 1638) ⚭ Graf János Kéry de Kiskér, Vizegespan des Komitats Sohl